# ZX Spectrum
Lo ZX Spectrum è un home computer creato e prodotto dal 1982 fino al 1986 dalla Sinclair Research Ltd, e dal 1986 al 1992 dalla Amstrad.
In Europa fu il principale antagonista del Commodore 64 e conquistò un discreto settore di mercato grazie a un prezzo di listino più economico. Le piccole dimensioni, la velocità di calcolo e il prezzo relativamente contenuto lo resero popolare negli anni ottanta in vari Stati del mondo: ad esempio negli USA col nome Timex Sinclair 2068. Furono realizzati anche dei cloni, alcuni ufficiali come l'Inves Spectrum 48K plus in Spagna e altri no, come il "Dubna 48k" e poi il "Baltica" in Russia.

## Storia

### L'ideazione e la commercializzazione
Ideato con il nome in codice ZX82 (o ZX81 Colour) venne commercializzato come ZX Spectrum, con il quale si voleva sottolineare la possibilità di visualizzare immagini con un ampio spettro di colori, un'innovazione rispetto agli ZX80 e ZX81, poiché i due computer precedenti non disponevano né di suono né di colore. La nuova macchina fece il suo esordio alla fine del 1982 in due versioni, rispettivamente con 16 kB e 48 kB di memoria RAM. Le caratteristiche che attiravano di più gli acquirenti erano il prezzo e la linea essenziale, risultati ottenuti concentrando molta dell'elettronica in un solo chip di tipo uncommitted logic array, prodotta su commissione dalla Ferranti. 
Sebbene fino alla prima metà del 1983 lo Spectrum dovesse essere acquistato direttamente in Inghilterra, il computer fu venduto in milioni di unità, principalmente in Europa, e riscosse immediatamente un notevole interesse. Le prime crisi settoriali dopo il natale del 1984 e la concorrenza, soprattutto del Commodore 64 e dell'Amstrad CPC 464, compromisero solo in parte la sua quota di mercato; il fallimento dell'azienda produttrice fu determinato da altri progetti di Sinclair che si rivelarono infruttuosi, come lo ZX Microdrive (un sistema di memorizzazione su micronastri) e il Sinclair C5 (un veicolo elettrico per il trasporto urbano).
L'evoluzione dello Spectrum, il Sinclair QL - che in Italia fu presentato nel settembre del 1984 allo SMAU di Milano - si era rivelato troppo costoso come macchina da gioco e non abbastanza affidabile per un uso professionale, principalmente proprio a causa delle memorie di massa su microdrive. Verso la fine del 1984 i sintomi di questa difficoltà divennero visibili: agli imbarazzanti ritardi sul programma di lancio del QL si aggiunse la notizia del ritiro dal mercato della Timex, che distribuiva dei computer Sinclair negli USA con il marchio Timex Sinclair, come il Timex Sinclair 2068, variante dello Spectrum. Lo Spectrum+, sebbene sostenuto in Italia da una ragionevole campagna di marketing consisteva in un semplice restyling: di fatto si trattava di un 48K dotato di tastiera rigida (venne venduto anche un kit per sostituire la tastiera del 48K "classico" con quella del "Plus"). Nonostante tutto a fine anno la Sinclair deteneva ancora il 43% del mercato britannico superando, almeno sul suolo del Regno Unito, Commodore e Acorn.

### Lo Spectrum 128 e la vendita ad Amstrad

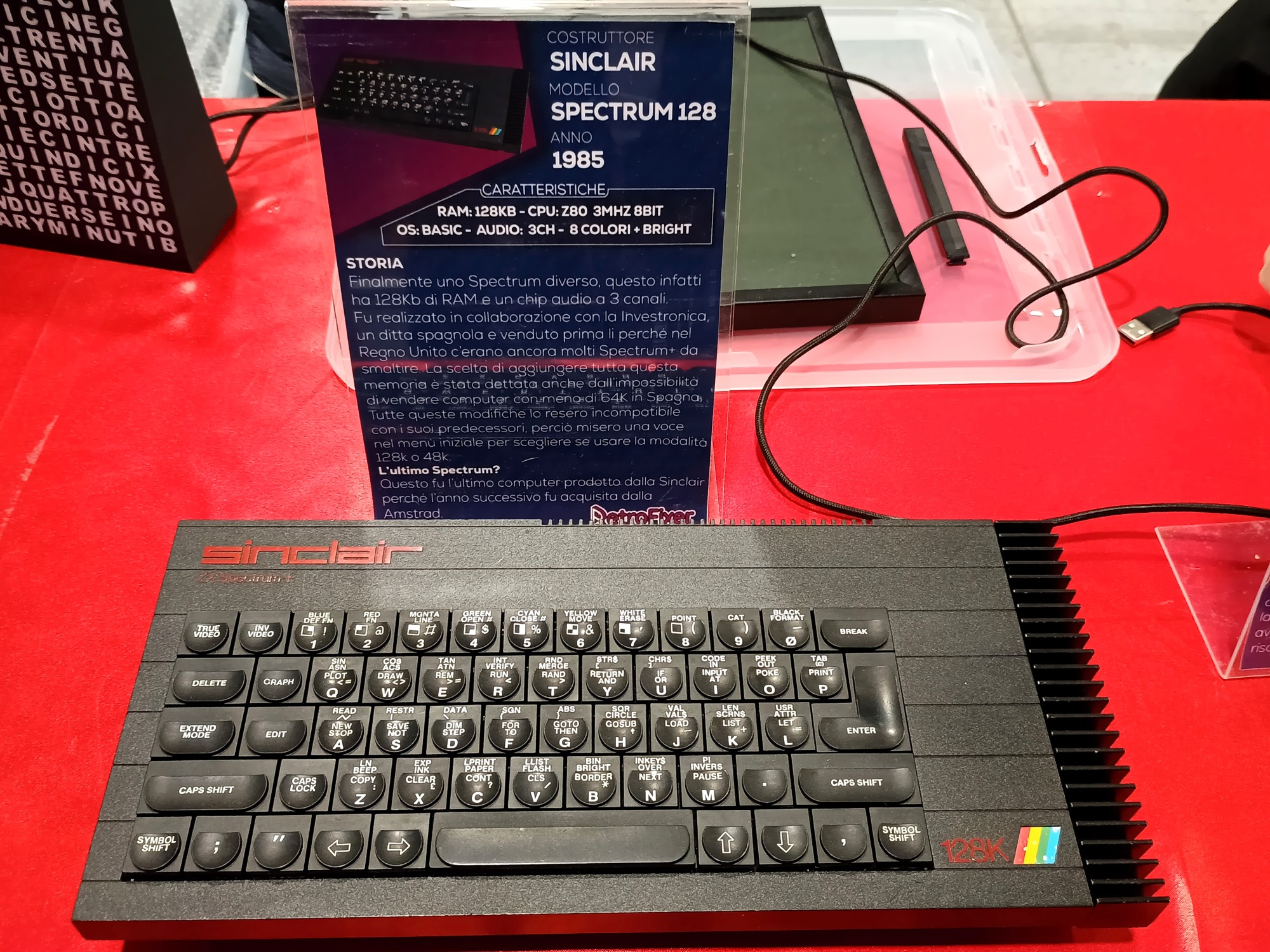
Sinclair Spectrum 128 con le caratteristiche elencate a fianco

Le promesse del governo britannico nel 1985 e la presentazione dello Spectrum 128 – lanciato inizialmente in Spagna con la collaborazione della società Investrónica che curava la distribuzione in quello Stato, avvenuta ufficialmente a Natale dello stesso anno - non salvarono la società, che aveva investito troppo nel tentativo di commercializzare QL e C5, dalla bancarotta. Pertanto, nel marzo 1986 la Sinclair Research fu venduta alla Amstrad, che invece di far scomparire i prodotti Sinclair in favore della propria linea di macchine (denominate "CPC"), promosse lo ZX Spectrum 128K +2. Dotato di 128 kB di RAM e di una tastiera migliorata, la nuova macchina presentava tre caratteristiche derivate dagli Amstrad CPC 464 e Amstrad CPC 4128: registratore a cassette incorporato, interfaccia joystick proprietaria e soprattutto hardware per l'audio più evoluto. 
Così facendo, Amstrad continuò a detenere un alto livello di vendite nella fascia bassa del mercato, e le software house ne approfittarono per inserire delle colonne sonore nei loro titoli più recenti, mentre nel modello precedente l'audio era limitato a un semplice beeper. Nel 1987 incominciarono a comparire i primi computer a 16 bit e Amstrad presentò i modelli +3 con disk drive incorporato da 3 pollici ereditato dal CPC, e +2A come alternative economiche ai suoi CPC 6128 e CPC 464. Le macchine furono ampiamente pubblicizzate nel periodo natalizio e riuscirono a ottenere delle vendite accettabili, nonostante i nuovi modelli incominciassero ad avere problemi di retro-compatibilità con il capostipite Spectrum 48 kB.

### La dismissione e i progetti correlati
A partire dagli anni 1990 con il diffondersi dell'architettura a 16 bit i possessori di Spectrum si spostarono verso altre piattaforme; la produzione della macchina cessò nel 1992: gli ultimi esemplari ebbero una diffusione maggiore negli Stati dell'Europa orientale. 
Con il diffondersi del retrocomputing, grazie all'attività degli appassionati, nel 2015 ne è stata commercializzata una versione miniaturizzata, denominata ZX Spectrum Vega, e all'inizio del 2020 è stato commercializzato lo ZX Spectrum Next, una macchina basta su FPGA, totalmente retrocompatibile con lo Spectrum, ma dotata anche di capacità molto superiori.

## L'hardware

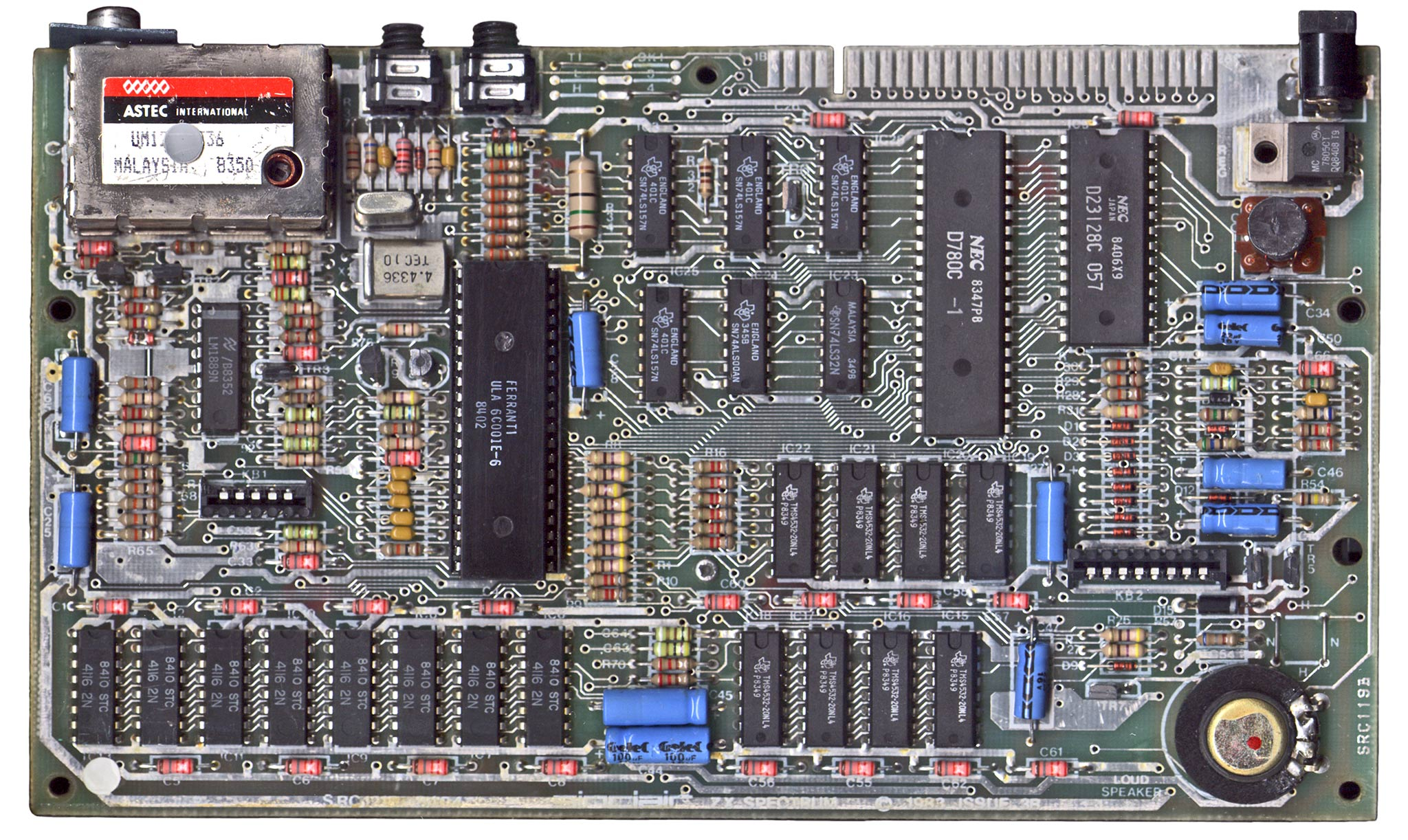
Scheda madre dello ZX Spectrum (Edizione 3B - 1983)

### Dotazione generale
Lo ZX Spectrum era basato sul microprocessore a 8 bit Z80A della Zilog e originariamente era dotato di 16 kB di ROM contenenti il linguaggio BASIC, di 16 kB di RAM, espandibili a 48 kB, e di una caratteristica tastiera "morbida" in lattice con 40 tasti multifunzione. L'interprete BASIC integrato, denominato Sinclair BASIC, venne fortemente personalizzato dalla Sinclair Research Ltd per compensare i limiti della tastiera e per sfruttare al massimo le caratteristiche grafiche e sonore della macchina. 
Le dimensioni della macchina erano di 233 mm (larghezza) x 144 mm (profondità) x 30 mm (altezza), la dotazione hardware di serie era: 
- processore Zilog Z80A a 3,5 MHz;
- 16 kB di ROM contenente il sistema operativo e l'interprete BASIC;
- 16 kB di RAM (espandibili a 48 kB) per la versione Spectrum 16K o 48 kB di RAM nella versione Spectrum 48K
- due porte per connettore jack da 3,5 mm destinate principalmente all'uso delle musicassette come memoria di massa;
- una uscita RF per il segnale video analogico;
- una porta di espansione per il collegamento di periferiche di espansione.

Le porte jack consentivano l'utilizzo come memoria di massa per un registratore a cassette, collegabile alla macchina mediante un connettore jack, non era tuttavia previsto supporto per un monitor proprietario ma la porta di espansione consentiva il collegamento alle periferiche, come ad esempio delle porte joystick di cui l'home computer era sprovvisto.

### Audio
Per la generazione dei suoni lo ZX Spectrum è dotato solo di un semplice buzzer, in pratica un piccolo altoparlante simile a quello delle radioline tascabili di allora, teoricamente in grado di generare esclusivamente segnali a onda quadra. Tuttavia grazie alla discreta velocità di clock del microprocessore questi limiti potevano essere spesso superati con accorgimenti software: tramite accurate temporizzazioni infatti i programmatori riuscirono nella sintesi granulare di svariati effetti sonori, brani polifonici e anche un primitivo tipo di sintesi vocale. Il segnale sonoro poteva inoltre essere riprodotto, amplificato e (seppure in bassa qualità) campionato sfruttando gli stessi connettori messi a disposizione per il registratore a cassette.
L'ultimo modello prodotto dalla Sinclair Research, il 128k+ "Toastrack" e i modelli a seguire prodotti da Amstrad montavano invece lo stesso chip audio degli Amstrad CPC che presenta similitudini coi medesimi montati sull'Atari ST: sebbene la qualità resa fosse inferiore a quella del C64, si dimostrò pur sempre un importante passo avanti rispetto al 48K e al primo modello plus. Molti giochi hanno usato il chip senza rinunciare alla compatibilità coi modelli precedenti, anche se ovviamente questi ultimi non erano in grado di riprodurre i suoni e le musiche che richiedevano il chip.

### Grafica
Lo ZX Spectrum opera costantemente in modalità grafica, e la sua memoria video può essere indirizzata direttamente. La mappa dello schermo prevede 256x192 pixel, e il font di caratteri, di dimensioni 8x8 pixel, permette la visualizzazione di 24 righe da 32 caratteri. Con l'utilizzo di caratteri più compatti i programmatori arrivarono comunque a ottenere fino a 85 caratteri per riga, sebbene raramente si superasse il limite delle 64 colonne (è ad esempio il caso del word processor "Tasword II"). Testo e grafica possono essere tranquillamente usati contemporaneamente. Lo schermo è diviso in due sezioni: quella superiore normalmente occupa le prime 22 linee di caratteri e mostra il listato o l'output dei programmi in esecuzione; quella inferiore, costituita dalle ultime due righe, mostra il comando digitato o la linea di programma che si sta modificando o eventuali messaggi di sistema. I comandi possono essere editati con l'ausilio dei tasti cursor left, cursor right, insert e delete con ripetizione automatica. A differenza delle console per videogiochi dell'epoca (e di diversi home-computer indirizzati al mercato dei videogiochi, per esempio i Commodore Vic20 e Commodore 64 ), l'hardware dello ZX Spectrum non implementava un chip grafico in grado di generare sprite (elementi grafici animati direttamente da un hardware grafico separato dalla CPU). Comunque, la velocità del processore e la possibilità di un accesso relativamente veloce alla pagina video permisero ugualmente la creazione di una vasta libreria di videogiochi che sfruttavano ingegnosi trucchi di programmazione per animare figure sullo schermo.
Era previsto il supporto per un normale televisore a tubo catodico PAL UHF a colori o in bianco e nero, sul canale 36, mentre a partire dal modello 128K del 1985, allo Spectrum, oltre a un chip audio AY e una porta seriale RS-232 non standard, venne aggiunta anche una porta RGB. Per risparmiare memoria e potenza di calcolo i progettisti scelsero di non specificare il colore dei singoli punti ma di intervenire su aree di 8x8 pixel corrispondenti alla suddivisione prevista per rappresentare 32x24 caratteri di testo: per ogni area si possono impostare il primo piano e lo sfondo scegliendo da una palette di 8 colori oltre a due opzioni speciali che ne permettono l'amplificazione della luminosità ("bright", di nessun effetto sul colore nero) o il lampeggiamento ("flash"). Un'area di 8x8 pixel non poteva quindi contenere più di due colori diversi tra loro; tentare di utilizzare un terzo colore avrebbe cambiato gli "attributi" dell'intera area, provocando un effetto denominato colour clash, passione e fastidio di tanti programmatori dell'epoca.
I colori base sono: nero, verde, blu, rosso, magenta (porpora), cyan (ciano o azzurro), giallo e bianco. Tutti gli otto colori possono essere presenti sullo schermo contemporaneamente con eventuali zone lampeggianti e altre fisse e dei caratteri con l'extra bright: tramite quest'ultimo accorgimento si ottengono in tutto 15 colori, ma non è possibile usare un colore bright e uno standard nel medesimo quadretto di 8 x 8 pixel. Il colore del bordo dello schermo è definibile con uno degli 8 colori base tramite il comando BORDER. I colori di primo piano (foreground) e di sfondo (background) e gli attributi di luminosità (brightness) e lampeggio (flashing) sono impostati con i comandi BASIC INK, PAPER, BRIGHT e FLASH. Possono essere attivati anche OVER (sovrascrittura degli attributi dello schermo) e INVERSE (scambia i colori di sfondo e primo piano). Questi sei comandi possono essere impostati in modo da modificare tutte le successive operazioni PRINT, PLOT, DRAW o CIRCLE o riguardare una singola riga di comando.

### Tastiera
La tastiera ha 40 tasti realizzati in chicle con maiuscole e minuscole e tasto caps lock. Tutti i tasti hanno la ripetizione automatica. I primi modelli di Spectrum (Spectrum 16K e Spectrum 48K) avevano una tastiera gommosa piccola e piuttosto scomoda: per ridurre la fatica di digitazione durante la programmazione il produttore pensò quindi di associare a ogni tasto due o tre comandi BASIC, richiamabili premendo semplicemente il tasto associato, eventualmente in combinazione coi tasti CAPS SHIFT e/o SYMBOL SHIFT. In tal modo, oltre a permettere una maggiore velocità di redazione del software, si eliminava la possibilità di lasciare errori di sintassi nei listati, il che contribuì in modo significativo alla diffusione di questo semplice ma utile linguaggio di programmazione.
Il set di caratteri comprende, oltre ai normali caratteri ASCII, 16 caratteri grafici, 22 codici colore e 21 caratteri grafici ridefinibili dall'utente.

## Il software

### Il Sinclair BASIC
Nello ZX Spectrum ci sono 86 parole riservate al Sinclair BASIC: queste includevano comandi (ce n'erano 50), funzioni (31) e altre parole chiave (5), inserite attraverso uno specifico sistema delle macchine Sinclair. I comandi più comuni richiedevano la pressione di un singolo tasto: ad esempio, la pressione del tasto "P" causava l'apparizione dell'intera stringa PRINT (comando). I comandi di uso meno frequente richiedevano delle sequenze di tasti più complesso: ad esempio, BEEP richiedeva la pressione dei tasti CAPS SHIFT e SYMBOL SHIFT per accedere alla modalità estesa della tastiera (gli ultimi modelli integravano il tasto EXTENDED MODE che sostituiva questa combinazione), poi si doveva tenere premuto il tasto SYMBOL SHIFT e contemporaneamente premere il tasto "Z". Le parole chiave erano indicate sulla tastiera con uno schema a colori che indicava la sequenza di tasti SHIFT che era necessaria.
Il BASIC dello Spectrum è inoltre compatibile con quello dello ZX81 conseguentemente i listati per tale home computer potevano essere riprodotti sullo Spectrum con pochissimi cambiamenti, mentre i programmi su cassetta per ZX81 invece non sono direttamente retro-compatibili.

### La registrazione e riproduzione dei programmi
I programmi erano forniti quasi esclusivamente sotto forma di listato cartaceo da copiare a mano oppure registrati su musicassette. In questo caso potevano essere trasferiti utilizzando un lettore di musicassette, purché dotato di prese per microfono e cuffie. Questa caratteristica costituiva contemporaneamente il più grande limite del sistema e il miglior incentivo economico: infatti il computer poteva essere utilizzato anche senza il corredo di costose periferiche, ma la velocità di trasferimento proposta in un massimo di circa 1 500 baud, si traduceva in tempi di attesa che, nel caso di programmi particolarmente lunghi, raggiungevano i 5 minuti. 
Un tono guida viene registrato sul nastro prima di far partire i segnali relativi ai dati in modo da aggiustare le eventuali fluttuazioni di volume di alcuni registratori. I programmi incominciano con un header contenente informazioni relative al tipo, al titolo, alla lunghezza dei successivi dati. Programmi, blocchi di memoria, stringhe e matrici o schermate possono essere salvate separatamente e i primi tre tipi possono essere verificati dopo il salvataggio per confermare la corretta memorizzazione. 
Nel tempo furono sviluppati sistemi software che sostituendo le routine standard del sistema ZX Spectrum permettevano di ridurre i tempi di caricamento aumentando la densità di informazioni incise per unità di nastro magnetico, ma naturalmente richiedevano anche musicassette e lettori di qualità adeguata pena il mancato funzionamento. Tali software, detti in gergo loader o turboloader, erano usati anche per cercare di aggirare il problema della pirateria, dato che per copiare una cassetta "originale" incisa nel modo standard bastava semplicemente duplicarla usando due lettori/registratori di musicassette, mentre la traccia audio dei loader accelerati era più difficile da duplicare a causa dei ristretti margini di tolleranza audio.  

### Videogiochi
Lo ZX Spectrum fu ampiamente utilizzato nel campo dei videogiochi, con una libreria che nel tempo arrivò a oltre 12 000 titoli pubblicati. La maggior parte dei giochi commerciali uscirono per i modelli con almeno 48 kB di RAM, ma ci furono anche molte pubblicazioni per ZX Spectrum 16K e per 128K; questi ultimi in parte esclusivi, in parte usciti anche per 48K ma dotati di migliorie nella versione 128K, come ad esempio l'aggiunta di musiche.
Secondo una selezione fatta dalla rivista Retro Gamer, dichiaratamente approssimativa data la difficoltà di scelta, i dieci migliori giochi per ZX Spectrum sono Starquake, Ant Attack, Head over Heels, The Great Escape, Atic Atac, Quazatron, Back to Skool, Jet Set Willy, Rebel Star, Elite. La stessa rivista fece un'altra selezione per i dieci migliori giochi sullo ZX Spectrum 128K: Knight Tyme, Amaurote, Starglider, Renegade, Tai-Pan, Where Time Stood Still, Carrier Command, Midnight Resistance, Price of Magik, La abadía del crimen. In una selezione successiva (per tutti i modelli) vennero nominati anche 3D Deathchase, Chaos, Manic Miner, Target Renegade, Knight Lore, R-Type, Tornado Low Level, Stop the Express, Chuckie Egg, Chase H.Q., Turbo Esprit, The Lords of Midnight, Sabre Wulf, RoboCop, Fantasy World Dizzy, Nebulus, Cybernoid, Batty.

## Espansioni e interfacce
Molte delle periferiche prodotte per lo ZX80 e ZX81 erano compatibili con la macchina, come ad esempio la stampante a carta termica ZX Printer, ma furono inoltre realizzate svariate espansioni apposite, le principali furono:
- Interfaccia Kempston: dota lo Spectrum di una porta per joystick digitale, che rende possibile usare i dispositivi muniti di porta joystick Atari.

- ZX Interface 1: fornisce una porta seriale RS-232C e una LAN per connettere fino a 63 Spectrum QL fra loro e poteva essere utilizzata per connettere fino a 8 ZX Microdrive.

- ZX Interface 2: dota lo Spectrum di due porte per joystick digitali e di un'interfaccia per cartucce ROM.

- ZX Microdrive: periferica di memoria di massa che utilizza delle cartucce a nastro magnetico.

Tra le altre periferiche la società Sandy produsse lettori di floppy disk da 400 e 800 kB di capacità e vi furono almeno tre interfacce per floppy standard da 3,5" come la DISCiPLE e la Plus D; Rotronics produsse il Wafadrive e Opus Supplies il Discovery 1 come alternative agli ZX Microdrive; vi furono interfacce MIDI; diverse versioni di Multiface in grado di "congelare" un qualsiasi programma e salvarlo su disco; periferiche di sintesi vocale, le più note Currah μSpeech e Cheetah Sweet Talker.

### Stampanti
Per quanto riguarda le stampanti lo Spectrum di base non possiede alcuna delle interfacce convenzionali di collegamento. La stampante ZX Printer della Sinclair era di bassa qualità, uscì presto di produzione e si decise di non rimpiazzarla con un modello migliore, così altri produttori indipendenti lanciarono stampanti termiche a basso costo. Diverse stampanti tuttavia richiedevano un'interfaccia RS-232C e quindi tipicamente anche il possesso di un'Interface 1, oppure un'interfaccia Centronics, la più comune delle quali era fornita dalla Kempston.
Tra le stampanti termiche a basso costo simili alla ZX Printer, collegabili direttamente alla porta di espansione, si possono citare la Alphacom 32 e la Floyd 40 (prodotta da Shiva Marketing). Tra le altre più costose, che richiedono interfacce RS232 o Centronics, si possono citare la Epson P40 e la Brother HR-5; erano in grado di stampare su carta più larga, e la HR-5 anche su normale carta A4 non termica. Seikosha vendette una stampante ad aghi a colori corredata di interfaccia parallela dedicata allo Spectrum e fornita di software di controllo per le funzionalità di hardcopy.

## Criticità tecniche
Una critica diffusa allo ZX Spectrum, rispetto ad altre macchine concorrenti, era la presunta scarsa affidabilità dovuta al surriscaldamento, con conseguenza di blocco dopo ore di utilizzo. Tale problema peraltro non è stato riscontrato in tutte le macchine e quindi non è classificabile come difetto di progettazione; il problema di eccessivo surriscaldamento, peraltro reale seppur non comportando il blocco, sembrava derivare dalle scelte fatte nello schema di alimentazione. 
Questa, infatti, era fornita da un semplice alimentatore elettrico a 9 volt in corrente continua non stabilizzato (all'interno di esso erano presenti un semplice ponte a diodi e un condensatore), mentre lo stabilizzatore di tensione a 5 volt - un regolatore di tensione LM7805 - era montato direttamente sul circuito stampato collegato all'unico dissipatore, che di fatto, scaldava indirettamente il resto dell'elettronica, originando il blocco per surriscaldamento della macchina, vista l'impossibilità di dissipare adeguatamente il calore in uno chassis così raccolto.

## Versioni e modelli
Furono prodotte varie versioni dello Spectrum: oltre alle prime con 16 o 48 kB di RAM, vi sono quelle dello Spectrum + con tastiera a membrana, ma con i tasti in plastica rigida) derivata da quella del Sinclair QL. Invece nei modelli prodotti da Amstrad, ovvero ZX Spectrum +2 e ZX Spectrum +3, vi erano integrati anche un registratore a cassette e un'unità a dischi floppy da 3", oltre che due porte joystick di tipo SJS-01, incompatibili però con lo standard della porta joystick Atari.

### Modelli sviluppati da Sinclair Research

#### ZX Spectrum 16K/48K
Lo ZX Spectrum 16/48 kB è stato prodotto in numerose versioni. Dalla "Issue 1" del 1982, fino all'ultima evoluzione del 1984 con la "Issue 6A". Quasi tutte le schede ZX prodotte dalla Sinclair avevano um PCB in vetronite anche se esistono alcune schede Issue 3B, estremamente rare, realizzate in bachelite. Le Issue One e Two sono indicate con caratteri alfanumerici come riportato sulle schede stesse.
- Issue 1 - 1982 - Fu presentato il 23 aprile 1982[11] con prezzi di 125 sterline per il modello con 16 kB di RAM e di 175 sterline per quello con 48 kB;[12] in seguito questi prezzi furono abbassati rispettivamente a 99 £ e 129 £. Per l'espansione si poteva utilizzare un modulo interno montato su un piccolo circuito separato e installato sul lato superiore della scheda madre (soluzione proposta dalla Sinclair) oppure con espansione esterna in stile ZX80/81 (soluzione proposta da terze parti). A causa di un bug nel chip ULA 5C102E, le Issue 1 montano una piccola scheda aggiuntiva, detta "ragno" o "scarafaggio morto" (dead cockroach) perché collegata alla scheda madre in maniera poco ortodossa con un circuito 74TL(X) posizionato a rovescio. Serve come timing per evitare i conflitti di accesso alla memoria fra CPU e ULA.[13] Questa versione montava una tastiera in gomma di colore grigio chiaro, che a partire dall'Issue 2 venne sostituita con una di color blu-grigio, per migliorarne la leggibilità con la luce artificiale.[14]
- Issue 2 - 1982 - Design simile alla precedente versione, ma con la possibilità di alloggiare tutti i 48 kB di RAM sulla scheda madre. Con questa versione viene anche di fatto stabilito che lo Spectrum di serie è quello con 48 kB di memoria. Una scelta decretata dal successo di vendite della precedente Issue 1 con tale quantitativo di RAM. Presente anche una nuova ULA 5C112E-3 che non necessita del circuito di correzione aggiuntivo.[14] La "Issue 2" è la prima a essere disegnata con programma CAD.
- Issue 3 - 1983 - In questa versione appaiono numerose modifiche: nuovo circuito di alimentazione, dissipatore di calore spostato vicino allo slot di espansione, nuovo chip ULA 6C001E-6 a basso consumo, eliminazione dei potenziometri per la regolazione dei colori, buzzer più "potente" e varie altre modifiche. Tecnicamente va segnalata una piccola incompatibilità che nasce da una correzione introdotta sulla porta MIC (ingresso dal registratore) per ridurre il consumo di corrente. Mentre sui precedenti modelli Issue 1 e 2 in assenza di segnale dal registratore il valore del bit corrispondente era fissato al valore '1', a partire dall'Issue 3 questo variava continuamente, specialmente quando la ULA non si era ancora riscaldata. Siccome la ULA unisce sulla stessa porta i bit in ingresso dalla tastiera e quello della porta MIC, i programmi scritti in modo poco preciso, confrontando il valore dell'intero byte, non funzionavano più correttamente.[14]
- Issue 3B - 1983 - Molto simile all'Issue 3, differisce solo per alcuni componenti secondari. La prima a essere usata negli ZX Spectrum +.
- Issue 4A e 4B - 1983 - A parte l'ulteriore evoluzione del chip ULA, qui in versione 6C001E-7, sono virtualmente identiche all'Issue 3B. L'Issue 4A è l'ultima prodotta anche con 16 kB espandibili. A partire dall'Issue 4B, ci saranno 48 kB di serie.
- Issue 5 - 1983 - Completamente ridisegnata la sezione decoder/multiplexer. Sei chip (IC3, IC4, IC23, IC24, IC25 e IC26) vengono rimpiazzati da un unico chip, il Mullard ULA tipo ZX8401, consentendo una riduzione dei costi. Viene aggiunto anche un altro chip (IC28), l'inverter 74LS04, per far funzionare lo ZX8401.[14] Insieme all'Issue 1 e 2 è molto rara.
- Issue 6A - 1984 - Versione finale dello Spectrum 48kB. Solo piccole differenze rispetto alla versione precedente. Su alcune schede fu montato il chip ULA fornito da Saga invece che da Ferranti.[14]

#### ZX Spectrum+

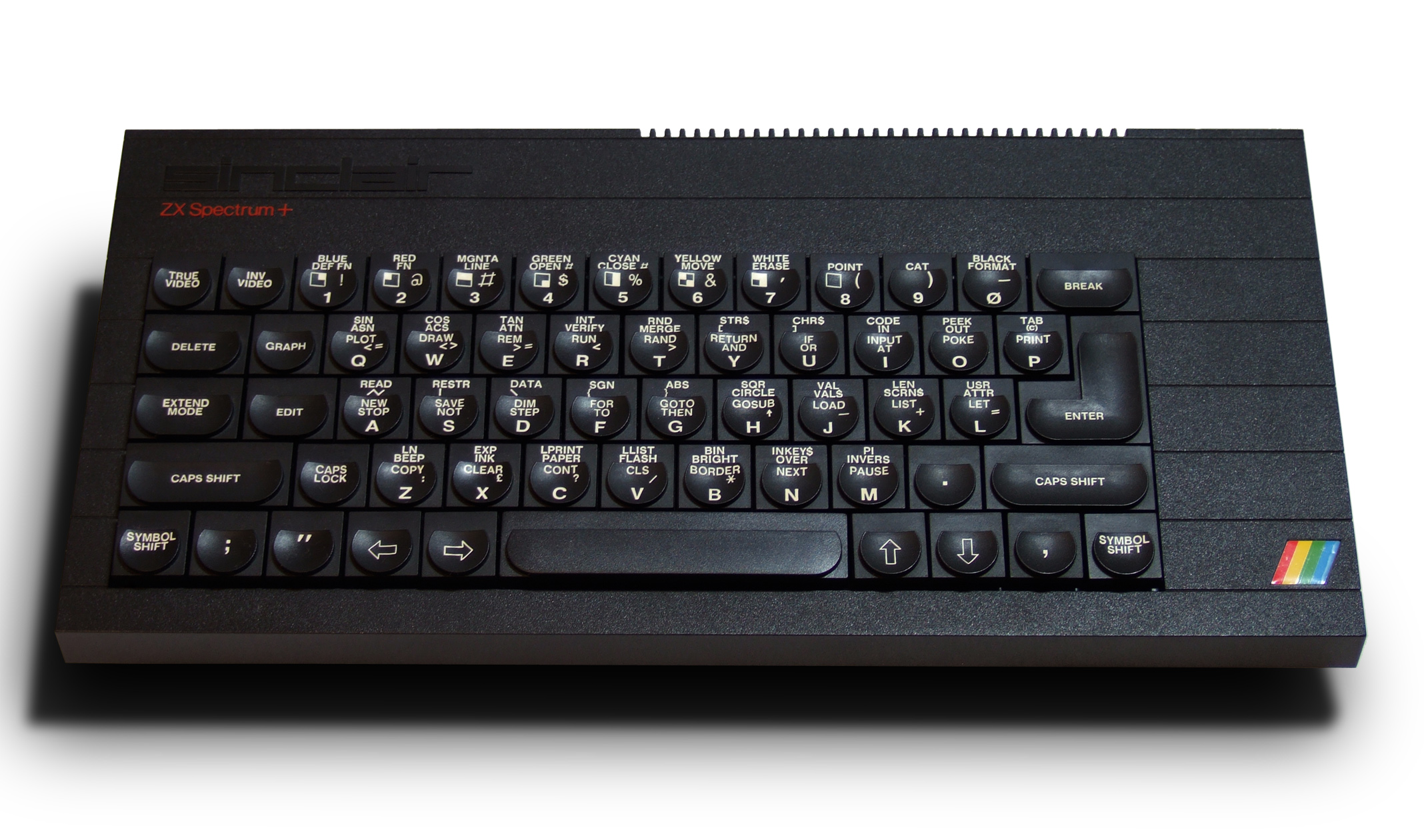
Lo ZX Spectrum+

Lo sviluppo dello ZX Spectrum+, anche noto come ZX Spectrum Plus, ebbe inizio nel mese di giugno del 1984, e il computer uscì entro la fine dello stesso anno. È uno Spectrum 48K con una nuova tastiera con tasti in plastica in stile Sinclair QL e il pulsante di reset spostato lateralmente. A livello di hardware è identico al modello da cui derivava. Fu messo in vendita a un prezzo di circa 180 £. Era venduto anche un kit per trasformare gli ZX Spectrum 16K o 48K esistenti in Spectrum+.

#### ZX Spectrum 128

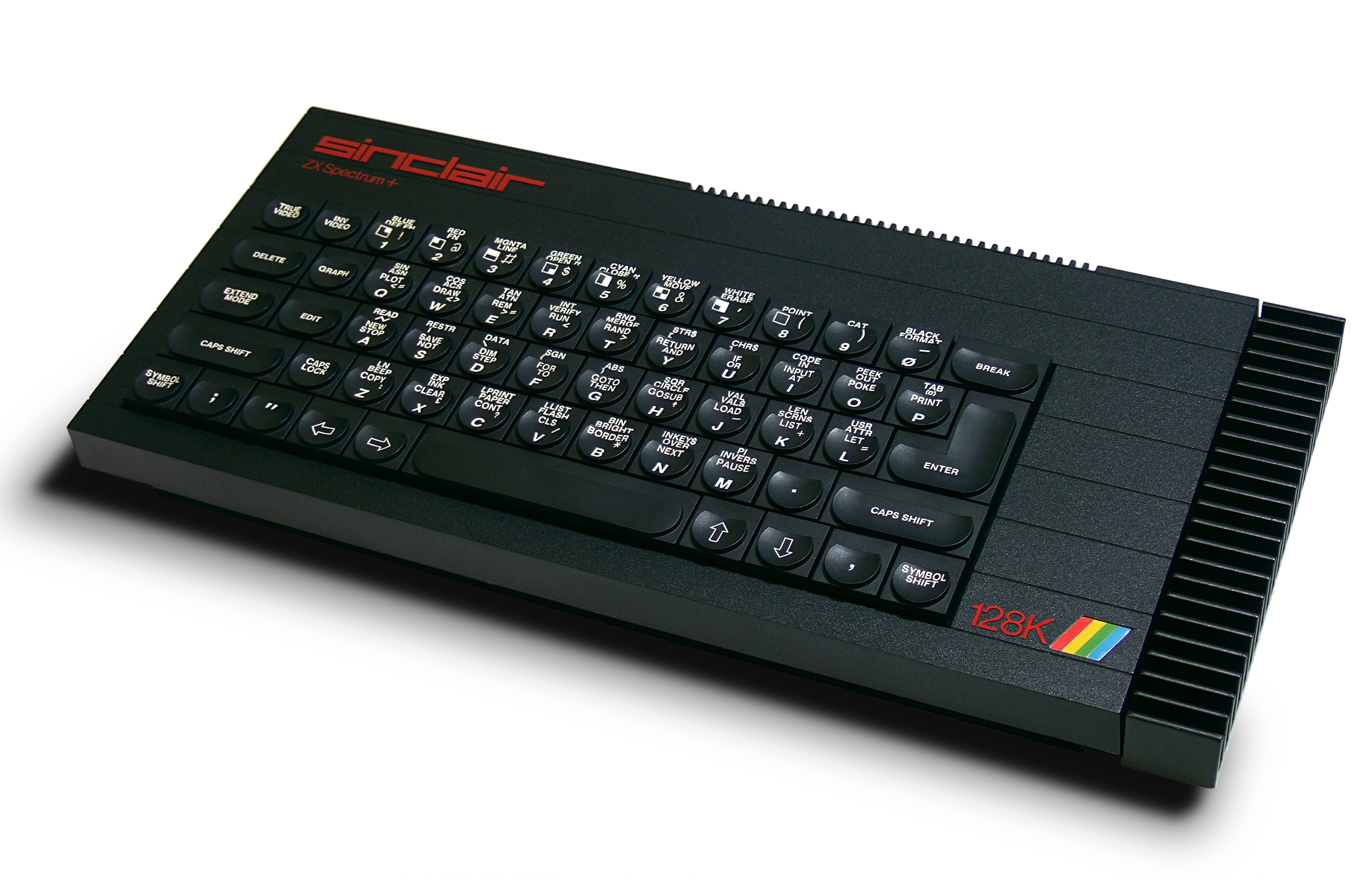
ZX Spectrum 128

Lo ZX Spectrum 128 fu sviluppato da Sinclair insieme al suo distributore spagnolo Investrónica, che aveva aiutato Sinclair a adattare lo ZX Spectrum+ al mercato iberico dopo che era stata introdotta in Spagna una tassa su tutti i computer con un quantitativo di memoria fino a 64 kB e approvata una legge che obbligava tutti i computer venduti a supportare l'alfabeto spagnolo e mostrare messaggi in questa lingua. Lo ZX Spectrum 128 fu introdotto perciò prima in Spagna e poi in Gran Bretagna. Sinclair decise di ritardare la presentazione in patria del computer per dar modo di smaltire le scorte dei precedenti modelli ancora in giacenza in magazzino.
Il computer era simile allo Spectrum+ da cui si differenziava per l'adozione di un dissipatore esterno di grosse dimensioni posto sul lato destro del contenitore, che serviva a raffreddare il regolatore di tensione interno. Tra le caratteristiche di spicco da segnalare la presenza di 128 kB di RAM, della porta seriale RS-232, dell'uscita per un monitor RGB, di 32 kB di ROM contenente un BASIC più ricco di comandi ma, soprattutto, l'adozione, per la prima volta su uno Spectrum, di un vero chip sonoro, l'AY-3-8912. Siccome lo Z80 poteva indirizzare solo 64 kB di memoria, per poter usare tutta la RAM disponibile veniva fatto uso della tecnica del bank switching con la quale selezionare i banchi di memoria a cui accedere. Per accedere alla maggior quantità di memoria il nuovo BASIC, che conteneva i comandi per pilotare anche il chip sonoro, veniva caricato in un RAM disk di circa 80 kB. All'avvio del computer si presentava un menu da cui l'utente poteva scegliere se avviare la macchina in modalità "128 BASIC" oppure "48 BASIC": la prima era la modalità nativa del computer, e permetteva di sfruttare tutte le nuove caratteristiche, mentre la seconda era una particolare modalità compatibile con il precedente ZX Spectrum 48 grazie alla quale l'utente poteva avere accesso a tutto il software scritto per questo modello di computer. Lo ZX Spectrum 128 fu l'ultimo modello prodotto sotto la proprietà Sinclair.

### Modelli sviluppati da Amstrad

#### ZX Spectrum +2

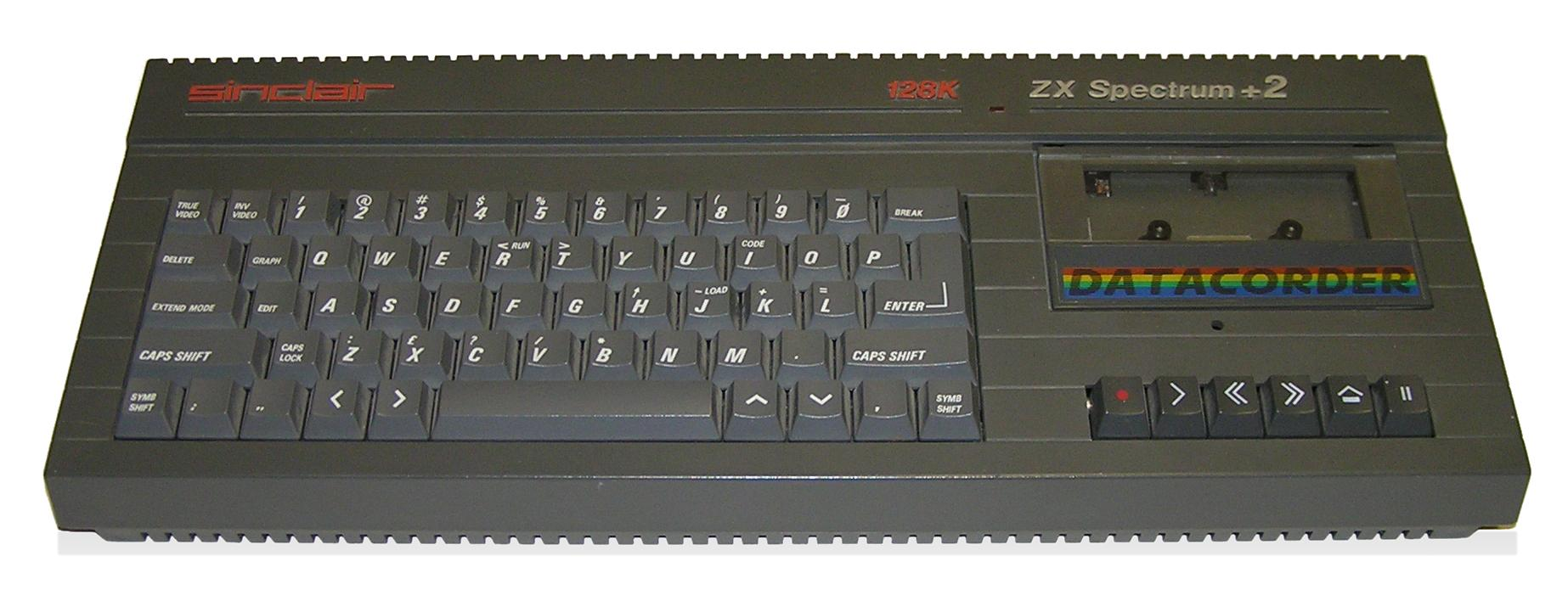
Lo ZX Spectrum +2

Lo ZX Spectrum +2 fu il primo modello di Spectrum prodotto dopo che Amstrad acquisì la Sinclair Research e il marchio "Spectrum" a causa del fallimento della società nel 1986. Il computer presentava un contenitore di un nuovo colore grigio, una tastiera tradizionale, 2 porte joystick e un lettore di cassette integrato denominato "Datacorder", come sull'Amstrad CPC 464. A parte questo, il computer era fondamentalmente uno Spectrum 128 con modifiche minime al codice di sistema e ai messaggi di copyright (ora appariva il nome "Amstrad"): la RAM era di 128 kB, la ROM di 32 kB e il computer poteva sempre essere avviato in modalità "48 BASIC" per poter eseguire i programmi per il primo ZX Spectrum. Inizialmente messo in vendita a 200 £. fu in seguito deprezzato a 139–149 £ alla fine del 1986.
I tasti della nuova tastiera non riportavano più le abbreviazioni dei comandi BASIC com'era stato sui precedenti modelli di Spectrum, eccezion fatta per LOAD, CODE e RUN che erano utili per il caricamento dei programmi: nonostante la loro assenza, in modalità "48 BASIC" l'input dei programmi doveva sempre avvenire tramite queste abbreviazioni, mentre in modalità "128 BASIC" l'inserimento dei programmi era da farsi digitando per esteso tutte le lettere dei comandi e delle funzioni del BASIC, come già avveniva sullo Spectrum 128.

#### ZX Spectrum +3

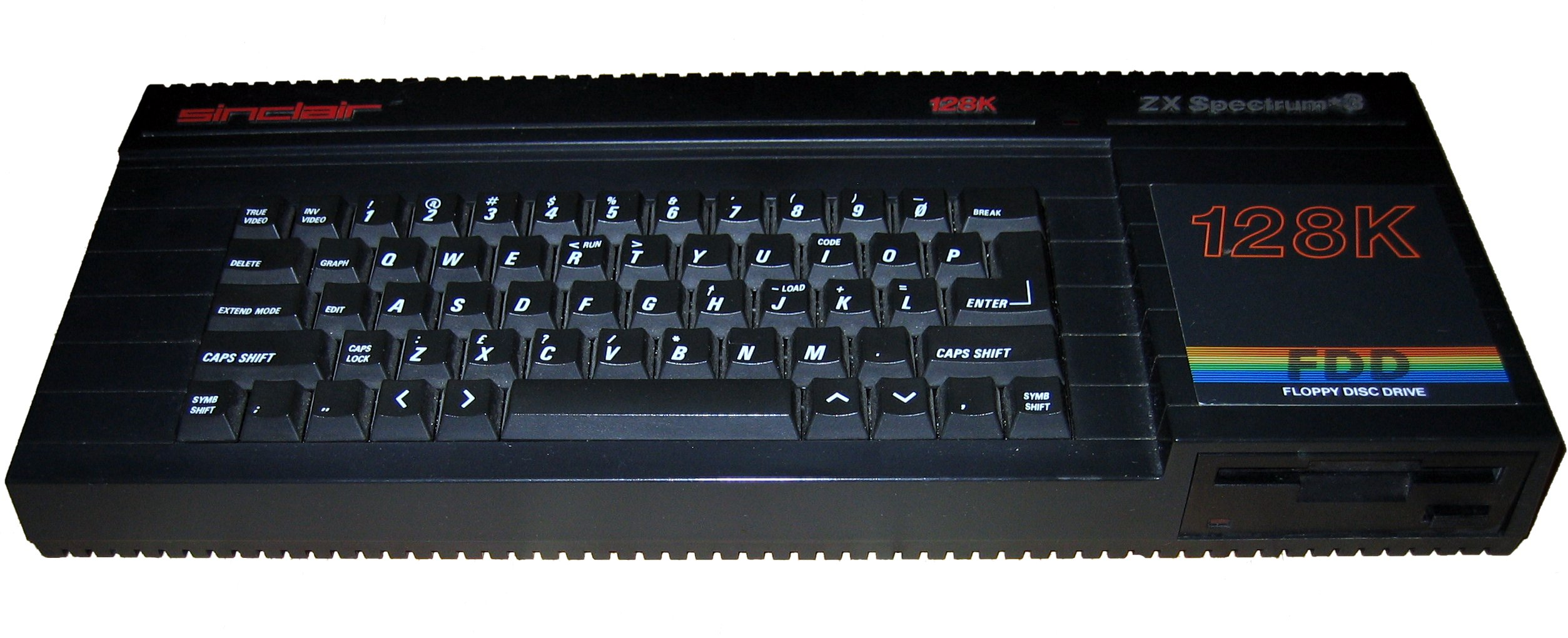
Lo ZX Spectrum +3

Lo ZX Spectrum +3 era molto simile al modello +2 da cui si differenziava per la presenza, come nell'Amstrad CPC 6128, di un floppy disk drive da 3 pollici al posto del lettore di cassette nonché per il ritorno al colore nero del contenitore. Fu lanciato nel 1987 al prezzo di 249 £, ribassato poi a 199 £. Caratteristica peculiare dello ZX Spectrum +3 era quella di poter eseguire il CP/M grazie al sistema operativo +3DOS sviluppato per questa macchina da Locomotive Software Ltd, che già sviluppava il BASIC e il DOS dei computer CPC. Rispetto ai modelli precedenti, sullo Spectrum +3 furono rimosse alcune porte posteriori e furono spostati di 1 byte gli indirizzi della ROM per cui molte periferiche esterne cessarono di funzionare, come ad esempio la ZX Interface 1, da cui derivò l'impossibilità su questo computer di poter usare le unità ZX Microdrive.
La produzione del +3 cessò nel 1990, probabilmente a causa della scelta di Amstrad di rilanciare la sua linea di computer CPC.

#### ZX Spectrum +2A

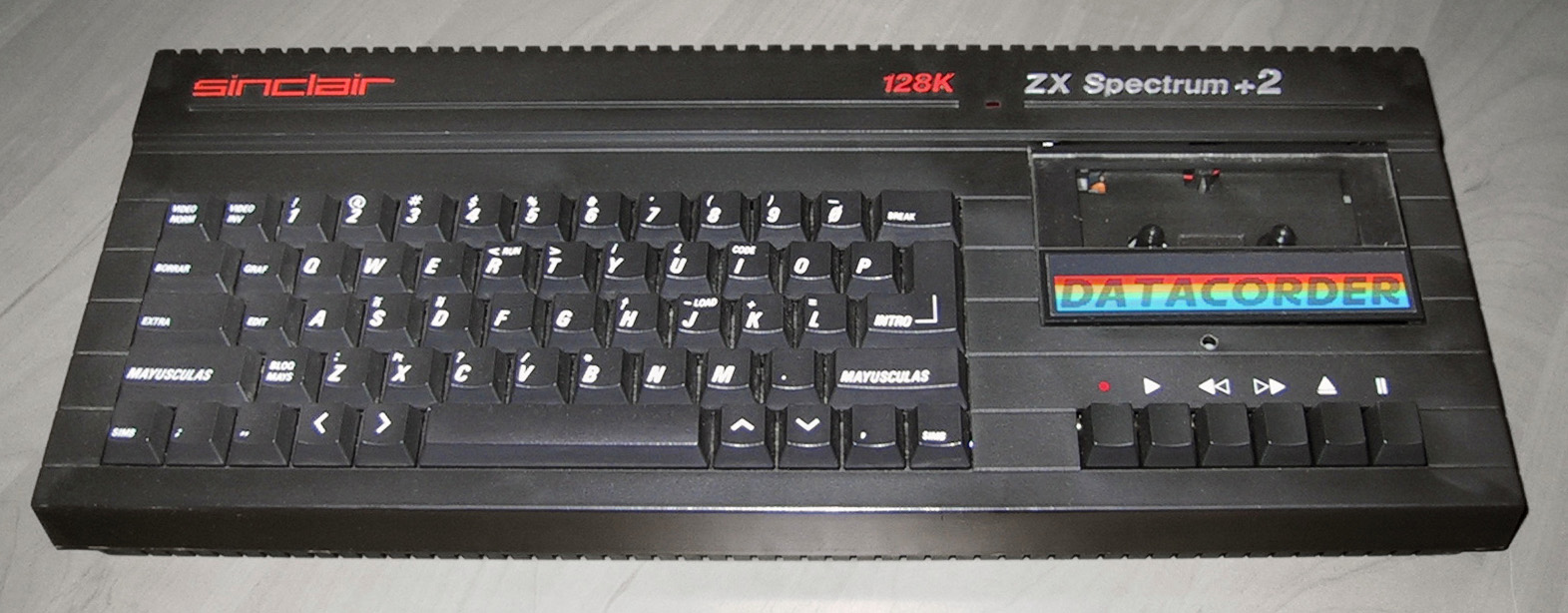
Lo ZX Spectrum +2A

Lo ZX Spectrum +2A fu una variante basata sullo Spectrum +3: la scheda madre di questo modello veniva privata del floppy disk, sostituito dal registratore a cassette, e veniva alloggiata nel contenitore del precedente Spectrum +2. Se veniva collegata un'unità a dischi esterna, il sistema operativo mostrava la voce +3 invece che +2A. Inizialmente Amstrad pensò di mettere in commercio anche una propria unità a dischi esterna denominata "AMSTRAD SI-1" per questo computer e per i modelli seguenti senza lettore di floppy, ma essa non vide mai la luce.

#### ZX Spectrum +2B e +3B
Lo ZX Spectrum +2B e lo ZX Spectrum +3B furono due computer simili in caratteristiche ai modelli +2A e +3, da cui si differenziavano per alcune modifiche al circuito di generazione del segnale audio, atte a risolvere alcuni problemi di clipping. Altra differenza riguardava lo spostamento della produzione da Taiwan alla Cina.

### Modelli Retro Computers

#### ZX Spectrum Vega
Nel 2014 la società britannica Retro Computers ha annunciato la produzione di una console retro di videogiochi dello ZX Spectrum, dal prezzo finale di 100 sterline e finanziata in crowdfunding con la piattaforma Indiegogo. Al 31 gennaio 2015, erano state raccolte 155 682 GBP, pari al 150% del budget richiesto dal produttore. Secondo il quotidiano The Guardian lo stesso Clive Sinclair avrebbe agito con un investimento personale.

#### ZX Spectrum Vega Plus
È stato sviluppato il progetto di una nuova versione della console, battezzata ZX Spectrum Vega+, che al 27 marzo 2016 aveva raccolto 512 790 GBP attraverso Indiegogo, pari al 366% del budget richiesto dal produttore. Il prototipo presentava un piccolo display montato tra i comandi, ed è simile ad altre console tascabili. Offre 1 000 giochi classici già installati e doveva essere commercializzato a partire dal 20 ottobre 2016.
Tuttavia, nonostante l'incasso di un budget multiplo quello richiesto e il successo commerciale del primo modello, la consegna dei modelli ai sottoscrittori del finanziamento on-line è slittata al febbraio 2017, e poi senza data, tanto che nel marzo 2017 la stampa specializzata dubitava della reale produzione della console. L'8 agosto 2017, l'azienda produttrice ha promesso la spedizione dei primi modelli entro otto settimane dal comunicato, motivando il ritardo con ragioni di carattere tecnico, commerciale (l'acquisizione delle licenze di alcuni tra i videogiochi più famosi per lo Spectrum) e legale.

## Curiosità
Grazie al computer Sinclair ZX Spectrum, nel 1984 i musicisti Mike Logan e Bruno Bergonzi, componenti del gruppo Dhuo, hanno realizzato il disco sperimentale Rome By Night/On Video contenente una traccia che poteva essere registrata su cassetta, e la cassetta messa nel computer: si poteva così udire la musica e contemporaneamente vedere sullo schermo un video computerizzato.
L'album del 1996 Richard D. James Album di Aphex Twin contiene una serie di suoni provenienti dallo ZX. Inoltre, i brani Peek 824545201 e INKEY $ (contenuti rispettivamente nella versione originale e nella versione speciale dell'album) prendono i titoli da delle parole chiave del linguaggio di programmazione BASIC Sinclair Spectrum.